# Make the Exorcist Fall in Love – Egzorcysta nie do wyrwania
Make the Exorcist Fall in Love – Egzorcysta nie do wyrwania (jap. エクソシストを堕とせない Ekusoshisuto o otosenai) – manga napisana przez Arumę Arimę i zilustrowana przez Masuku Fukayamę, publikowana w magazynie internetowym „Shōnen Jump+” wydawnictwa Shūeisha od grudnia 2021.
W Polsce serię wydaje Waneko.

## Fabuła
Seria opowiada o nieznanym z imienia księdzu, który od urodzenia był szkolony i wykorzystywany przez Kościół katolicki do walki z demonami, do tego stopnia, że biorąc Biblię dosłownie, wyłupił sobie oko podczas walki z demonem pożądania. Za radą swojego mentora, który uważa, że jest zbyt ofiarny, Kościół otrzymuje wiadomość od Szatana, który informuje, że zamierza zaprosić twórcę „Galerii Zła” do Gehenny. „Galerii Zła” okazuje się być wystawą sztuki przedstawiającą zakochujące się demony, a ksiądz zostaje oddelegowany przez Kościół, by chronić Imuriego Atsukiego, artystę, przed sługami Szatana. Imuri jest życzliwy i troskliwy wobec księdza, ale skrywa pewien sekret.

## Publikacja serii
Pierwszy rozdział mangi został opublikowany 15 grudnia 2021 w magazynie internetowym „Shōnen Jump+”. Następnie wydawnictwo Shūeisha rozpoczęło zbieranie rozdziałów do wydań w formacie tankōbon, których pierwszy tom ukazał się 2 maja 2022. Według stanu na 4 kwietnia 2025, do tej pory wydano 11 tomów.
12 grudnia 2024 wydanie mangi w Polsce zapowiedziało Waneko, natomiast premiera odbyła się 26 lutego 2025.
| Nr | Język japoński      | Język japoński         | Język polski     | Język polski           |
| Nr | Data wydania        | ISBN                   | Data wydania     | ISBN                   |
| -- | ------------------- | ---------------------- | ---------------- | ---------------------- |
| 1  | 2 maja 2022         | ISBN 978-4-08-883138-1 | 26 lutego 2025   | ISBN 978-83-8389-001-2 |
| 2  | 4 lipca 2022        | ISBN 978-4-08-883174-9 | 28 kwietnia 2025 | ISBN 978-83-8389-002-9 |
| 3  | 4 października 2022 | ISBN 978-4-08-883266-1 | 26 czerwca 2025  | ISBN 978-83-8389-003-6 |
| 4  | 3 lutego 2023       | ISBN 978-4-08-883375-0 | —                |                        |
| 5  | 2 czerwca 2023      | ISBN 978-4-08-883517-4 | —                |                        |
| 6  | 4 września 2023     | ISBN 978-4-08-883637-9 | —                |                        |
| 7  | 4 stycznia 2024     | ISBN 978-4-08-883779-6 | —                |                        |
| 8  | 4 czerwca 2024      | ISBN 978-4-08-884030-7 | —                |                        |
| 9  | 4 września 2024     | ISBN 978-4-08-884179-3 | —                |                        |
| 10 | 4 stycznia 2025     | ISBN 978-4-08-884331-5 | —                |                        |
| 11 | 4 kwietnia 2025     | ISBN 978-4-08-884461-9 | —                |                        |

## Odbiór
Reiichi Naruma z Real Sound pochwalił fabułę, kreskę, postacie i oprawę serii, szczególnie doceniając zarówno elementy akcji, jak i romansu w historii. Steven Blackburn ze Screen Rant porównał mangę do Witch Watch, stwierdzając, że romantyczne momenty i dynamika postaci w Make the Exorcist Fall in Love są lepsze niż w Witch Watch.
W 2022 roku seria była nominowana do nagrody Next Manga Award w kategorii manga internetowa i zajęła 9. miejsce spośród 50 nominowanych.